# Diocèse de Nord-Hålogaland
Le diocèse de Nord-Hålogaland est l'un des onze diocèses que compte actuellement l'Église de Norvège qui est de confession luthérienne.
Son territoire s'étend sur l'ensemble des comtés de Troms et de Finnmark, tandis que son siège se trouve à la Cathédrale de Tromsø. L'évêque diocésien est actuellement Per Oskar Kjølaas.